# Подмаренник трёхцветковый
Подмаренник трёхцветковый (лат. Galium triflorum) — вид многолетних травянистых растений из рода Подмаренник семейства Мареновые.

## Название

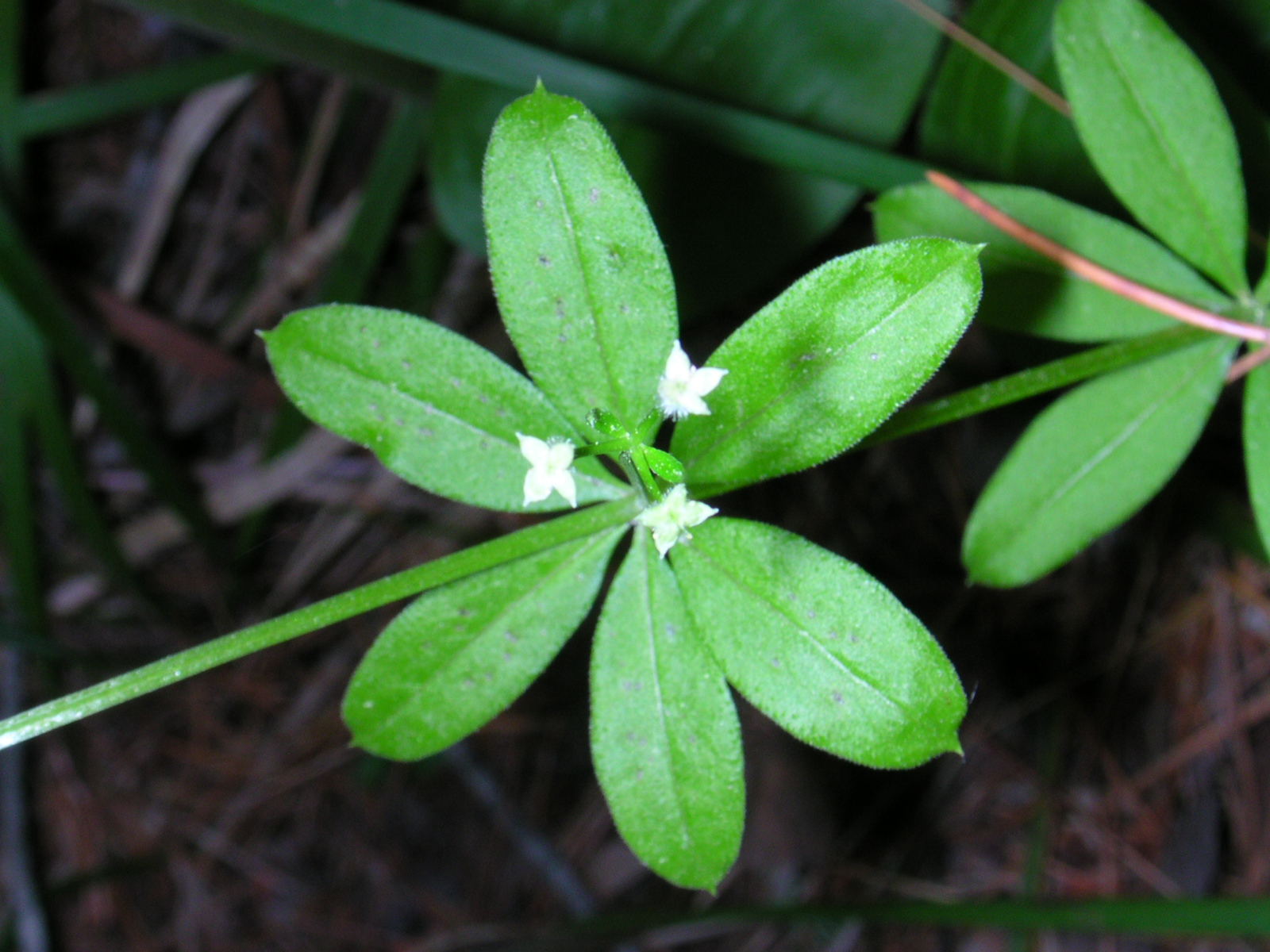
Соцветие подмаренника трёхцветкового

Родовое название Galium имеет греческое происхождение от греч. γάλα (gala) — «молоко». Считается что оно дано растению потому, что у поедающих растение коров менялось свойство молока: оно становилось красноватым и быстро свёртывалось. Русское название рода, подмаренник, объясняется схожестью с другим родственным растением мареной (Rubia).
Латинский видовой эпитет triflorum образован от корней лат. tri — три и лат. flos — цветок и отражает характерную особенность вида, имеющего соцветия из трех цветков. Русскоязычное название трёхцветковый является смысловым переводом латинского.

## Ботаническое описание
Многолетние травянистые растения.
Корневище тонкое, ползучее.
Стебли слабые, простертые или восходящие, простые или маловетвистые, 25-50(80) см длиной. Четырехгранные, цепкие, по ребрам с тонкими волосками или шипиками, загнутыми книзу, более густыми на узлах.
Листья в мутовках, нижние и верхние по 4-5, средние — по 6. Продолговато-ланцетные или эллиптические, (15)20-25(50) мм длиной и (6)7-8(15) мм шириной, коротко заостренные на верхушке, у основания вытянутые в короткий черешок или сидячие. Прицветные листья шиловидно-ланцетные, 4-5 х 0,25-0,5 мм.
Соцветия — узкопирамидальная метелка из пазушных (редко — терминальных) полузонтиков с тремя (редко — 2-4) цветками. Цветоносы толстые, длинные, голые, после цветения удлиняются до 60 см. Цветоножки относительно короткие, до 10 мм при цветении, до 25 мм при плодоношении. Венчик белый или зеленоватый (у сибирских экземпляров), 3,5-4 мм в диаметре, с ланцетными лопастями. Пыльники жёлтые.
Плодики чаще с одним шаровидным мерикарпием, либо двойчатые, 1,5 × 2 мм, усажены длинными белыми крючковидными волосками.
Хромосомное число 2n = 24.

## Распространение и экология
Ареал охватывает Скандинавию, Японию, Китай, Северную Америку.
В России произрастает на Европейской части, в западной и восточной Сибири, на Дальнем Востоке.
Предпочитает тенистые хвойные, хвойно-широколиственные и березовые леса, сырые места с моховым покровом, галечники, кустарниковые заросли по берегам рек, изредка на лесных болотах и по морским побережьям.

## Классификация

### Таксономия
- Galium triflorum  Michx., 1803, Fl. Bor.-Amer. 1: 80

Вид Подмаренник трёхцветковый включается в род Подмаренник (Galium) семейства Мареновые (Rubiaceae) порядка Горечавкоцветные (Gentianales), последовательно входящего в более крупные клады Ламииды → Астериды → Суперастериды → Эвдикоты → Цветковые растения. Таксономическая схема в соответствии с Системой APG IV по состоянию на июнь 2024 года:
|  |                          |  |                                   |                                   |                     |  | еще 4 семейства | еще 4 семейства |                               |  |  |  | еще 671 подтвержденный вид и 66 видов, ожидающих подтверждения |
|  |                          |  |                                   |                                   |                     |  | еще 4 семейства | еще 4 семейства |                               |  |  |  | еще 671 подтвержденный вид и 66 видов, ожидающих подтверждения |
|  |                          |  |                                   | порядок Горечавкоцветные          |                     |  |                 |                 | род Подмаренник               |  |  |  |                                                                |
|  |                          |  |                                   | порядок Горечавкоцветные          |                     |  |                 |                 | род Подмаренник               |  |  |  |                                                                |
|  | клада Цветковые растения |  |                                   |                                   | семейство Мареновые |  |                 |                 | вид Подмаренник трёхцветковый |  |  |  |                                                                |
|  | клада Цветковые растения |  |                                   |                                   | семейство Мареновые |  |                 |                 |                               |  |  |  |                                                                |
|  |                          |  | ещё 63 порядка цветковых растений | ещё 63 порядка цветковых растений |                     |  |                 | еще 611 родов   | еще 611 родов                 |  |  |  |                                                                |
|  |                          |  |                                   | ещё 63 порядка цветковых растений |                     |  |                 |                 | еще 611 родов                 |  |  |  |                                                                |

### Синонимы
- Asperula galioides Jacquem. ex Hook.f.
- Galium brachiatum Pursh
- Galium bryophilum Goldb. ex M.A.Maxim.
- Galium bryophyllum Goldb. ex DC.
- Galium cuspidatum Muhl.
- Galium gratum Wall.
- Galium jalapense Schltdl.
- Galium longicaule Raf.
- Galium obovatum Schltdl. & Cham.
- Galium paridifolium Eschsch. ex Ledeb.
- Galium pennsylvanicum W.P.C.Barton
- Galium suaveolens Wahlenb.
- Galium triflorum f. glabrum Leyendecker
- Galium triflorum f. hispidum Leyendecker
- Galium triflorum f. rollandii Vict.
- Galium triflorum f. triflorum
- Galium triflorum var. asprelliforme Fernald
- Galium triflorum var. bryophyllum (Goldb. ex DC.) Nyman
- Galium triflorum var. triflorum
- Galium triflorum var. viridiflorum DC.